# Oxyrhachis maculipennis
Oxyrhachis maculipennis är en insektsart som beskrevs av William D. Funkhouser. Oxyrhachis maculipennis ingår i släktet Oxyrhachis, och familjen hornstritar. Inga underarter finns listade i Catalogue of Life.